# Barkoudouba
Ne doit pas être confondu avec Barkoundouba-Mossi.
Barkoudouba, également orthographié Barkoundba, est une commune rurale située dans le département de Ziniaré de la province de l'Oubritenga dans la région Plateau-Central au Burkina Faso.

## Géographie
Barkoudouba se trouve à environ 12 km au nord-est de Ziniaré et à 3 km à l'est de la route nationale 3.

## Santé et éducation
Barkoudouba accueille un centre de santé et de promotion sociale (CSPS) tandis que le centre médical avec antenne chirurgicale (CMA) de la province se trouve à Ziniaré.